# Alta Mesa Memorial Park
Alta Mesa Memorial Park è un cimitero aconfessionale che si trova a Palo Alto, in California. La struttura è stata fondata nel 1904. Comprende sepolture tradizionali, un mausoleo e un colombario.

## Alcune personalità sepolte nel cimitero
- Tennessee Ernie Ford, musicista[2]
- Steve Jobs, fondatore di Apple[3]
- Ron "Pigpen" McKernan, tastierista dei Grateful Dead[2]
- David Packard, fondatore dell'Hewlett-Packard[3]
- Herold Ruel, giocatore di baseball[2]
- William Bradford Shockley, fisico e Premio Nobel per la Fisica nel 1956[2]
- Frederick Emmons Terman, "padre" della Silicon Valley[2]
- Stephen Timoshenko, professore di meccanica applicata alla Stanford University, che ha dato il nome alla Timoshenko Medal[4]
- Ray Lyman Wilbur, preside della Standford University, Segretario degli Interni degli Stati Uniti d'America[2]
- Shirley Temple, attrice[2]